# 桑吉二号佛塔
桑吉二号佛塔，是印度最古老的佛教窣堵坡佛塔，属于桑吉遺址的佛塔群。
桑吉二號佛塔拥有印度現存最早、且最重要的装饰性浮雕，这些浮雕可能比菩提伽耶的摩訶菩提寺浮雕，或巴戶特佛教遺址的浮雕誕生时间更早，因此被称为“現存最古老的佛塔装饰”。桑吉二號佛塔也被認定為描繪佛陀本生變相圖的發源地。
另外，二號塔還埋藏著阿育王時期的十位上座長老的舍利。